# Protestantse kerk (Boxmeer)
De Protestantse kerk is een kerkgebouw in de plaats Boxmeer in de Nederlandse provincie Noord-Brabant. Het kerkje staat aan de Veerstraat 24 en heeft een begraafplaats. Tegenover het kerkje staat de Nepomukkapel waarnaast de oprijlaan begint naar het Kasteel Boxmeer.

## Geschiedenis
Op 1 december 1822 werd het kerkgebouw in gebruik genomen en was gebouwd als Waterstaatskerk.
Op 4 mei 1973 werd het kerkgebouw opgenomen in het rijksmonumentenregister.

## Opbouw
Het kerkgebouw is een eenvoudig zaalkerkje met een driezijdige sluiting. Het kerkje heeft rondboogvensters en de zijgevels zijn voorzien van pilasters. Het gebouw wordt gedekt door een zadeldak met daarop een dakruiter.